# Boïga d'en Pere
La Boïga d'en Pere és un paratge constituït per camps de conreu del terme municipal de Monistrol de Calders, al Moianès.
És a l'extrem meridional del terme, al sud de la masia del Rossinyol, a l'entorn dels 645 m d'altitud. Es tracta d'una antiga zona boscosa rompuda ja al segle xviii, i que es manté actualment encara com a camps de conreu.